# 墨蘭提俄斯撞擊坑

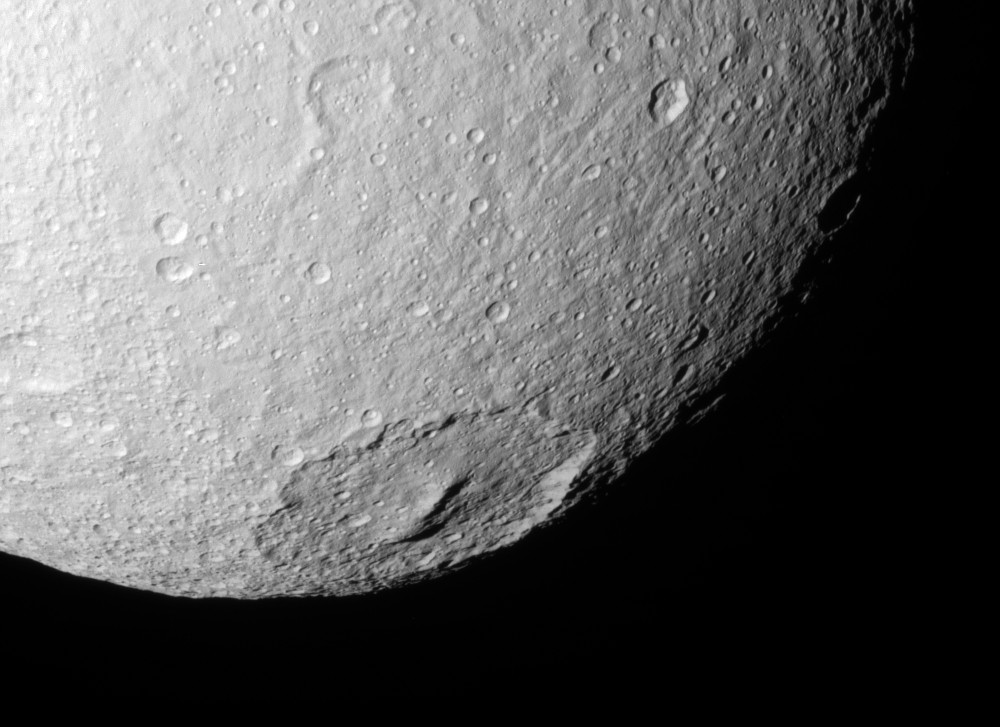
卡西尼－惠更斯号拍攝的墨蘭提俄斯撞擊坑。

墨蘭提俄斯撞擊坑（Melanthius）是土星衛星土衛三的第三大撞擊坑，直徑245公里。該撞擊坑位於土衛三南半球墨蘭提俄斯區，該區域名稱即由來於墨蘭提俄斯撞擊坑。該撞擊坑自撞擊時就形成的中央峰相當明顯。它的中心座標在58.5°S, 192.61°W。
墨蘭提俄斯撞擊坑的名稱來自於荷馬史詩《奥德赛》中奧德修斯屬下的不忠實牧羊人墨蘭提俄斯，多利俄斯之子。

## 外部連結
- Cassini images of Melanthius Crater （页面存档备份，存于）